# 马特·查尔斯·穆伦维格
马特·查尔斯·穆伦维格（英語：Matthew Charles Mullenweg，1984年1月11日—），程序员、企业家，出生于德克萨斯州休斯敦市，现居住于加利福尼亚州旧金山市。
他是广受欢迎的博客建站程序WordPress的创始人，其博客地址是ma.tt （页面存档备份，存于）。从CNET辞职后，他把主要的精力放到了开源程序的开发以及各类报告会上。
2005年，继WordPress.com和Akismet之后，他创建了Automattic。穆伦维格曾经就读于HSPVA高中，学习薩克斯風。他还是德沃夏克键盘的用户。